# Ortona dei Marsi
Ortona dei Marsi è un comune italiano di 370 abitanti della provincia dell'Aquila in Abruzzo.

## Geografia fisica

### Territorio

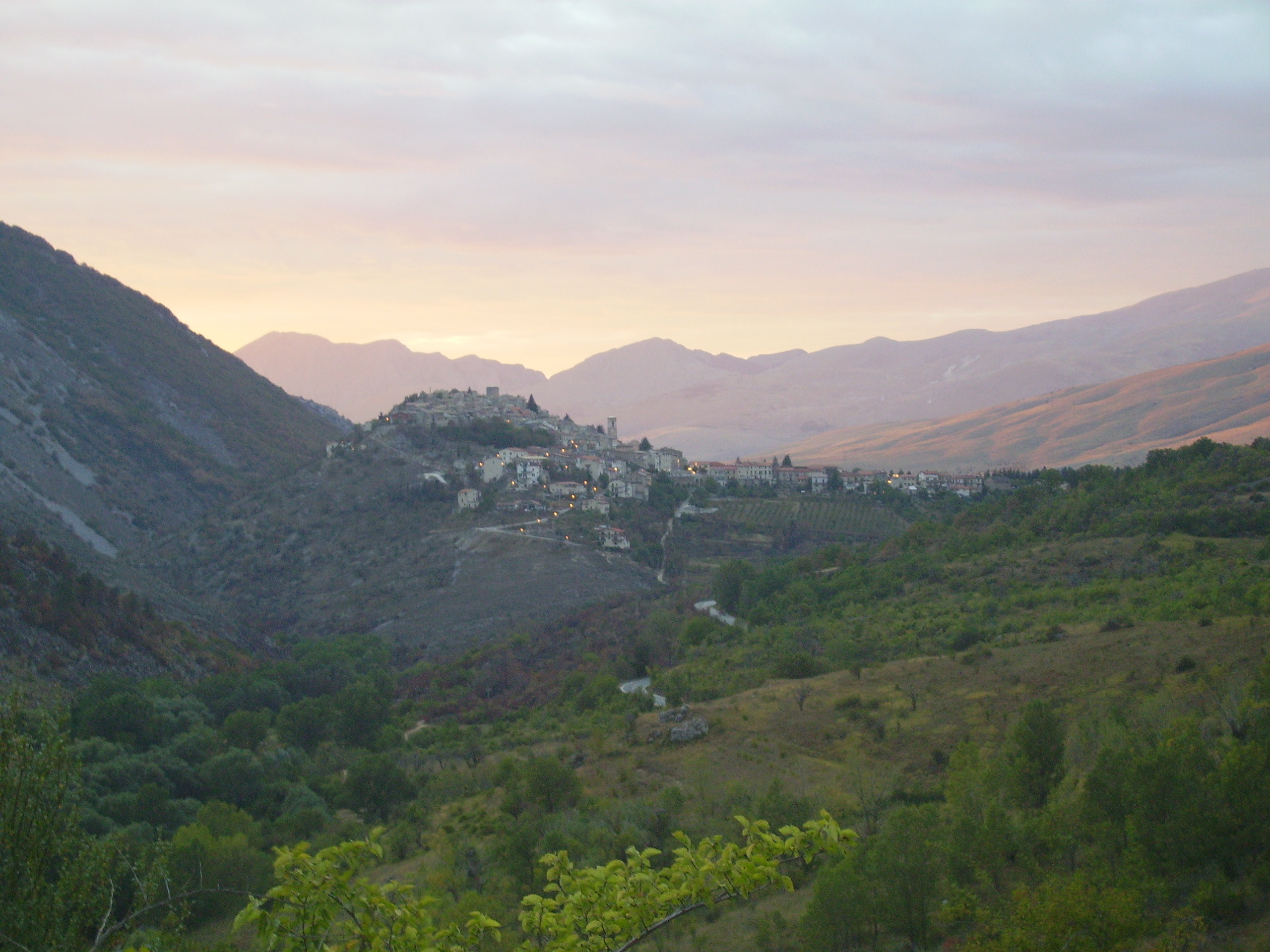
Veduta
della valle del Giovenco

Il paese marsicano sorge alle pendici del monte Parasano nella valle del Giovenco a quota 1003 m s.l.m. nell'area protetta del parco nazionale d'Abruzzo, Lazio e Molise. Le vette delle montagne che lo circondano superano i 1700 metri di altitudine mentre a sud i monti Argatone e Terratta superano i 2000 m s.l.m.
A valle il territorio ortonese è attraversato dal fiume Giovenco che ha origine alle pendici del monte Pietra Gentile a 1985 m s.l.m. nel territorio montano del limitrofo comune di Bisegna. Parte della portata del corso d'acqua sfocia nel canale collettore della piana del Fucino.
Il territorio comunale include le frazioni di Aschi, Carrito, Castiglione, Cesoli, Rivoli, Santa Maria Maddalena e Sulla Villa e le località di Fonte Giusta, Campo Catino, Casalotto e Colle Cavallo. Confina ad est con l'area protetta della valle del Sagittario, a sud con San Sebastiano dei Marsi, ad ovest con la conca fucense, a nord con Pescina e il territorio del parco naturale regionale Sirente-Velino.

### Clima
Il clima ad Ortona, la cui classificazione climatica è nella zona F con 3 084 GG, è mediamente molto rigido in inverno e fresco in estate. Le minime nel periodo invernale possono superare di diversi gradi lo zero in negativo, mentre nella stagione autunnale la temperatura oscilla tra i 20 e i 5 gradi sopra lo zero.
Le precipitazioni sono abbondanti e ben distribuite nell'arco annuale.

## Origini del nome
Il toponimo deriverebbe dal latino "Ortus solis" (orto del sole), locuzione che richiama l'urbanistica del paese orientata verso est; oppure dal termine osco "Hurz" (orto sacro).

## Storia

### Età antica

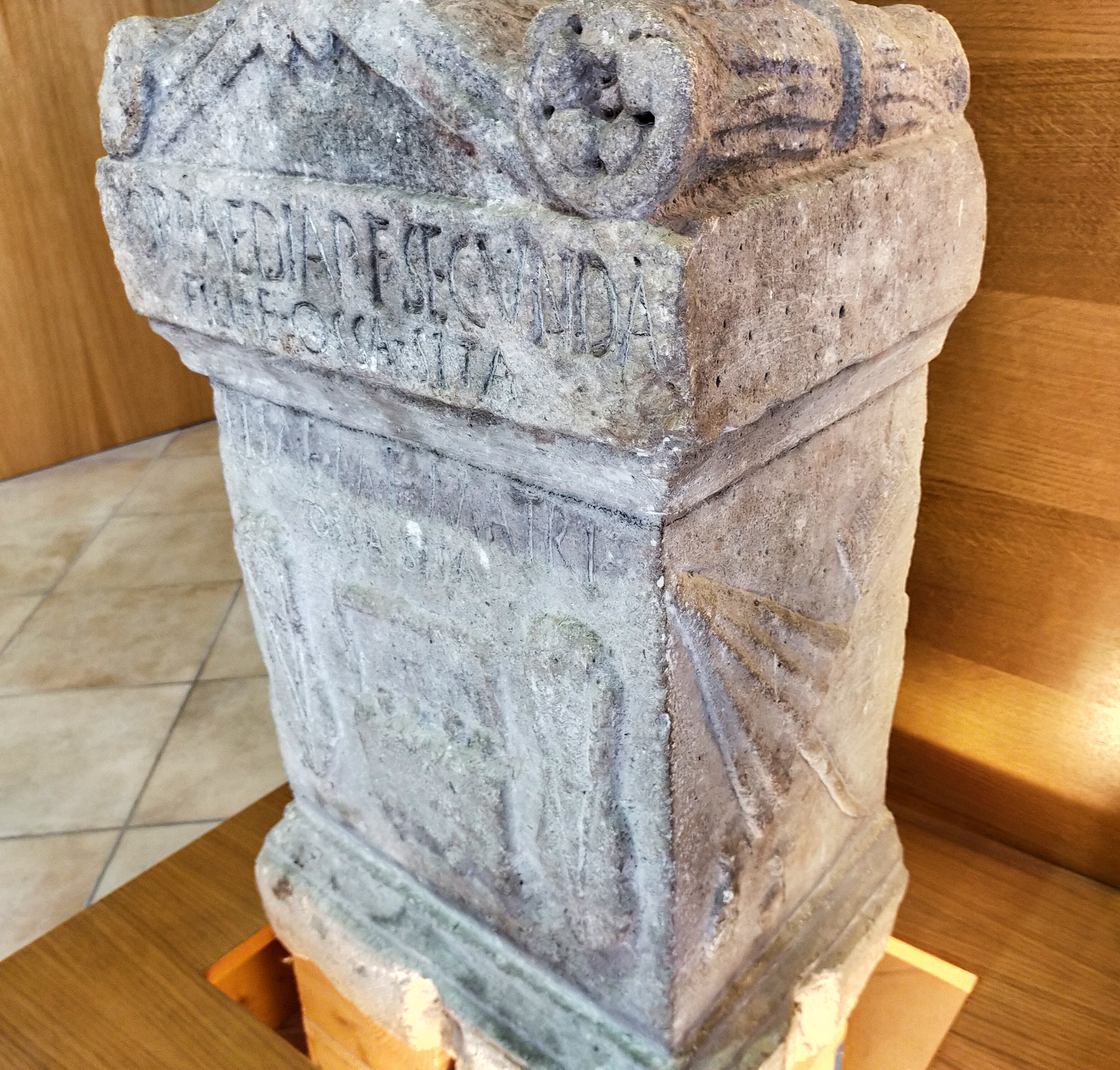
Ara funeraria di Poppedia Secunda, legata con ogni probabilità alla famiglia di Poppedio Silone

Nel territorio di Ortona, tra le frazioni di Cesoli e Rivoli era collocata l'antica fortificazione marsa di Milonia, databile al V secolo a.C. La città fu distrutta dai romani durante la Terza guerra sannitica. 
Qui ebbe origine la gens Poppedia, famiglia italica il cui esponente più importante fu Quinto Poppedio Silone, condottiero dei Marsi durante la Guerra sociale (91-88 a.C.).
Il centro fortificato fu ricostruito nei pressi della località di Colle Cavallo e nuovamente distrutto dai Longobardi nel corso del VI secolo.

### Medioevo

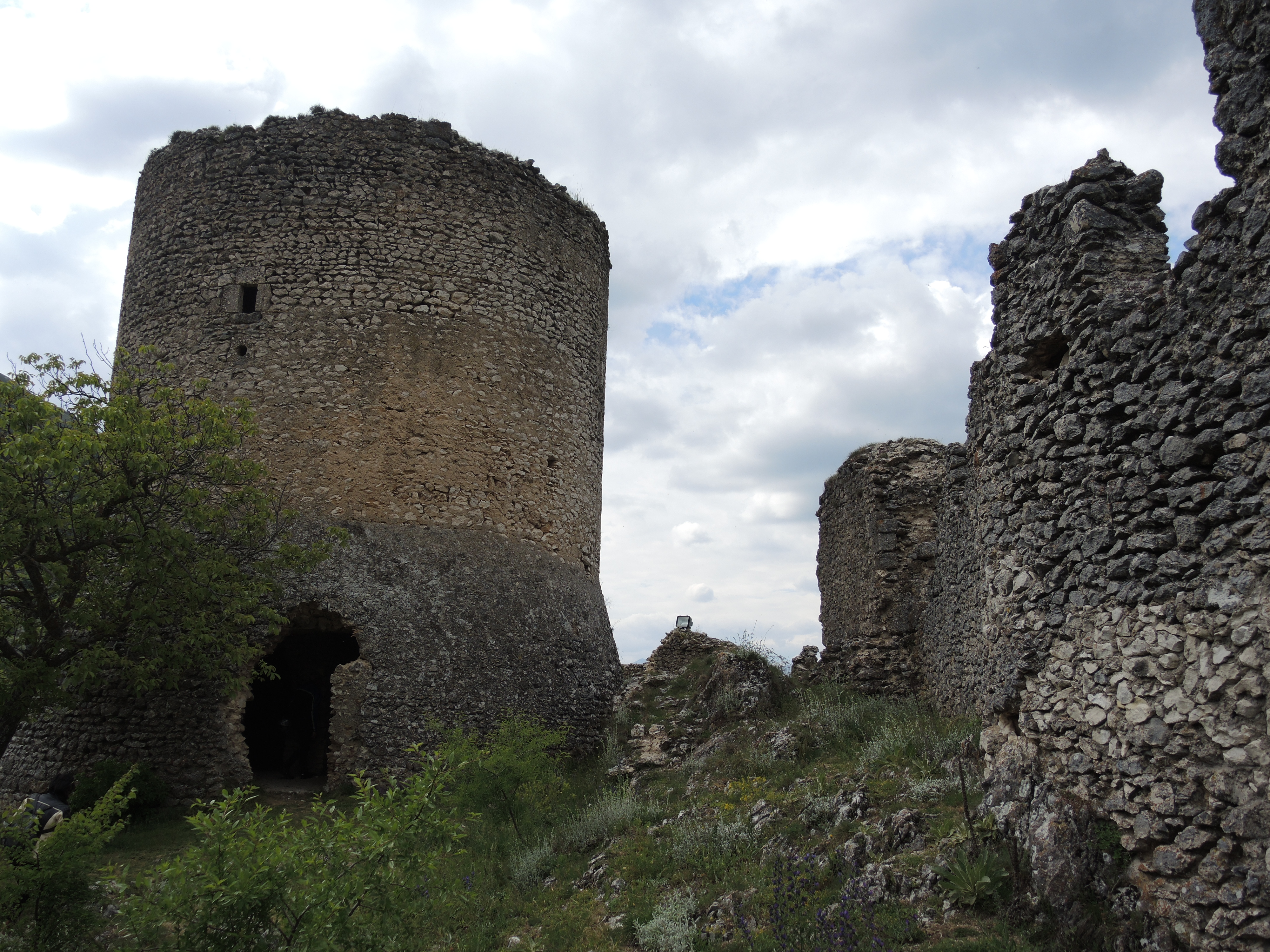
Torre e ruderi del castello

Papa Pasquale II in una bolla del 1115 e papa Clemente III in una bolla del 1188 citano la chiesa di "Sancti Quirici in Melogne" (o "Sancti Quinci"), dove "Melogne" sarebbe l'alterazione linguistica dell'antico toponimo di "Milionia". Nelle stesse bolle vengono anche nominate le chiese di Sant'Onofrio, Sant'Abbondio e San Giovanni Battista di Ortona. Il nucleo storico del borgo sarebbe sorto durante il medioevo attorno al castello di Ortona e alla chiesa di Sant'Onofrio posta sulla sommità dell'omonimo colle.
Nel 1187, in un'indagine commissionata dal Re di Napoli Guglielmo II il Buono, Ortona risultò tra i possedimenti feudali del conte dei Marsi Rainaldo II di Celano.
Nel 1273, qualche anno dopo la vittoriosa battaglia di Tagliacozzo, Carlo I d'Angiò con l'emissione del diploma di Alife attestò la suddivisione del Giustizierato d'Abruzzo in due parti. Sul territorio di Ortona dei Marsi passò la linea di confine delle unità amministrative dell'Abruzzo Citra e dell'Abruzzo Ultra, a cui venne incluso fino al 1807.

### Età moderna
Nel 1454 il Re di Napoli Alfonso d'Aragona donò i castelli di Ortona e Carrito alla famiglia Cantelmo.
Nel 1579 il feudo di Ortona fu preso in dote da Fabio dei D'Afflitto, duchi di Alfedena e Barrea. 
Nel 1594 il vescovo di Pescina monsignor Matteo Colli in una relazione ad limina denunciò la presenza di bande violente, di cui molte composte da briganti che impedivano il transito nelle aree di montagna. Nelle stessa relazione la chiesa di San Giovanni Battista viene citata per la prima volta con la dignità di collegiata.
Nel 1602 la contea fu ceduta al barone Fibbioni dell'Aquila e subito dopo a Francesco Paolini di Magliano de' Marsi.
In questo periodo tutte le relazioni ad limina dei vescovi di Pescina lamentano la miseria crescente delle parrocchie della diocesi, e soprattutto della valle del Giovenco, tanto che il 14 ottobre 1639 il vescovo dei Marsi Lorenzo de' Massimi unì rendite e benefici di tutte le parrocchie rurali sotto la collegiata di San Giovanni Battista. 
Nell'intera Marsica la peste del 1656 causò oltre 4000 vittime, tuttavia Ortona rimase pressoché immune da questo flagello.
L'unica figlia di Francesco Paolini, Petronilla andò sposa in giovanissima età ad un membro della famiglia romana dei Massimo cui recò in dote anche il feudo di Ortona e Carrito.
Il 29 ottobre 1734 venne riconsacrata la collegiata di San Giovanni Battista dal vescovo dei Marsi, mons. Giuseppe Barone.
Nel 1756 la comunità di Ortona inoltrò a Papa Benedetto XIV una supplica chiedendo di poter prelevare dalle catacombe di San Sebastiano a Roma le reliquie del santo protettore. Così il 19 settembre 1759 arrivarono ad Ortona le spoglie di san Generoso Martire.

### Età contemporanea
Nel 1814 in località Le Rosce alla destra della riva del fiume Giovenco tornò alla luce la pietra tombale relativa al luogo di sepoltura di Poppedia Secunda, donna probabilmente legata alla gens Poppedia e al condottiero Poppedio Silone.  
Nella prima metà del XIX secolo vi fu in Ortona dei Marsi un consistente gruppo carbonaro (121) e fu istituita una vendita intitolata a Poppedio Silone.
L'ara funeraria nel 1934 fu donata da Adamo Buccella al lapidarium di Avezzano dove è esposta all'Aia dei Musei.
A cominciare dal XIX secolo la frazione di Aschi chiese invano prima l'autonomia amministrativa e successivamente di essere aggregata al comune di Gioia dei Marsi, mentre nel 1948 la frazione di Casali d'Aschi ottenne tale aggregazione. 
Durante la seconda metà dell'Ottocento anche ad Ortona dei Marsi ebbe inizio il fenomeno della grande emigrazione.
Il 13 gennaio 1915 anche Ortona venne colpita dal terremoto della Marsica, il centro urbano non subì tuttavia danni irreparabili come avvenne invece nella quasi totalità del territorio marsicano.

## Monumenti e luoghi d'interesse

### Architetture religiose

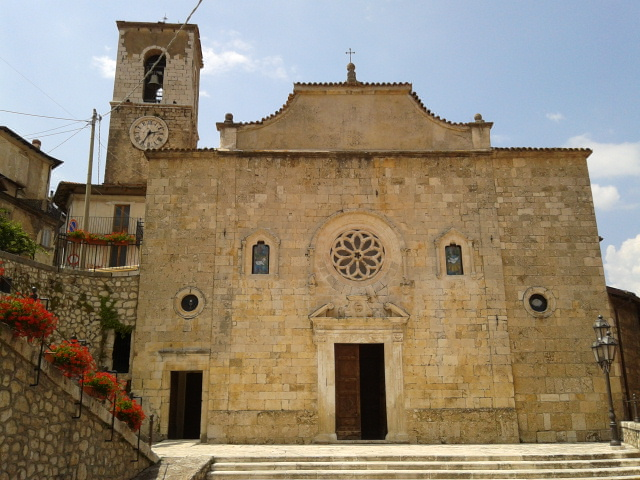
La collegiata di San Giovanni Battista

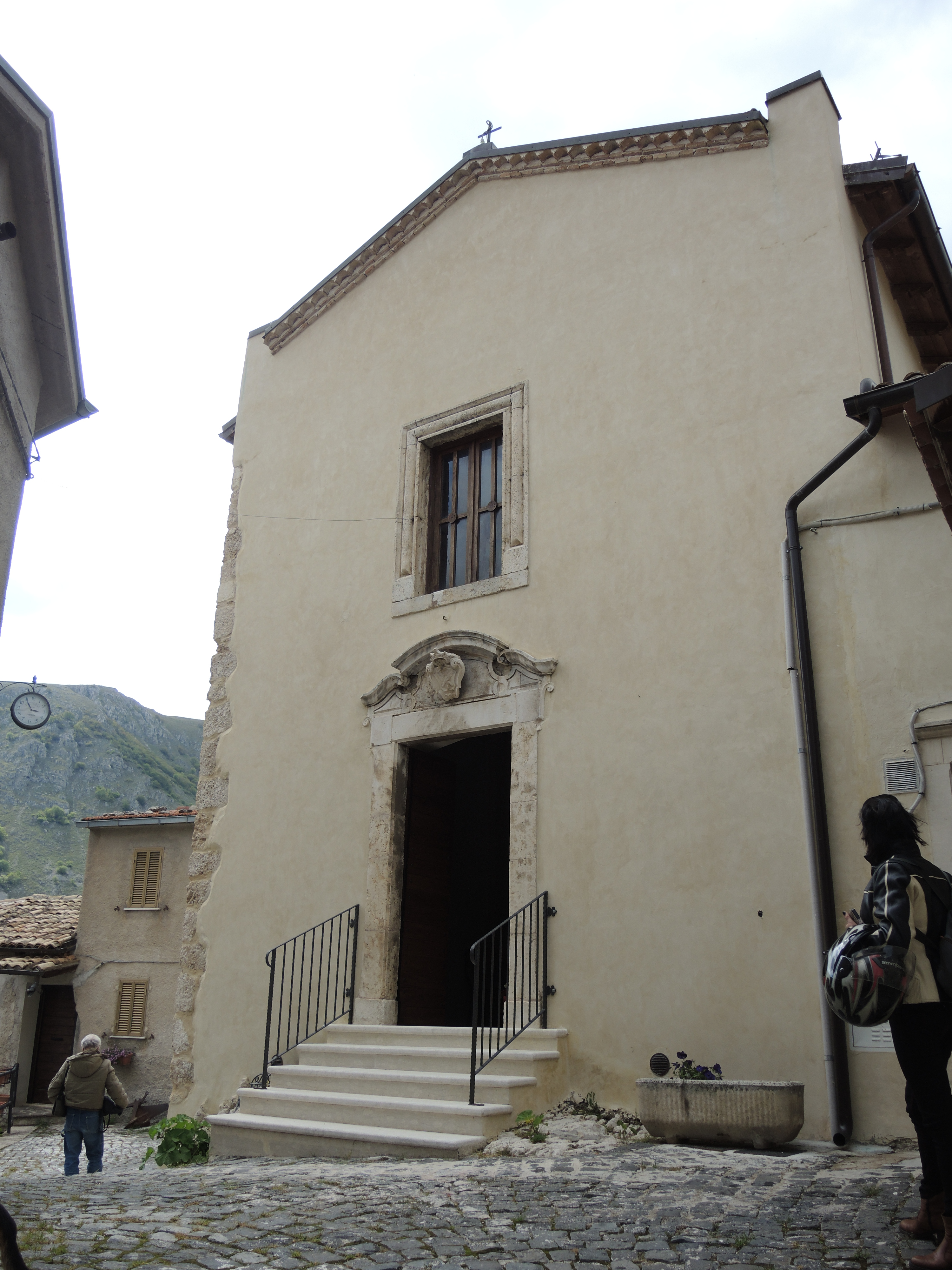
Chiesa di Sant'Onofrio

Collegiata di San Giovanni BattistaLa struttura originaria risale al XIII secolo mentre sulla campana originaria rimossa dalla torre campanaria nel 2001 a causa di lesioni ed esposta nella navata destra della collegiata è incisa la data di fusione del 1342. Tra il 1485 e il 1500 vennero eseguiti alcuni affreschi alle colonne delle navate. Il portale venne realizzato nel 1735 dal maestro Berardino Melone della torre di Alfedena, mentre l'intera facciata venne restaurata nel 2001. Nel 1916 venne ricostruito il tetto gravemente danneggiato dal terremoto della Marsica, mentre nel 1947 venne eretto l'altare che ospita la reliquie di san Generoso Martire.
Chiesa di Sant'OnofrioLuogo di culto edificato a cominciare dal XII secolo, rappresenta la più antica chiesa di Ortona dei Marsi. Crollò più volte, venendo in seguito ricostruita.
Chiesa di Sant'Antonio AbateEdificio religioso eretto nel corso del XVIII secolo. Nel 1789 venne realizzato un "altare privilegiato" della famiglia Maggi.

### Architetture militari

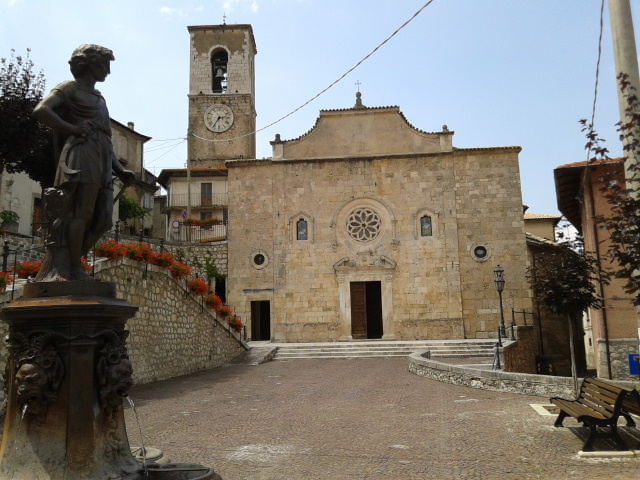
Fontana di Giugno in piazza San Giovanni

Torre feudale e ruderi del castelloL'antica torre circolare che sorge sulla sommità del colle di Ortona, risale al XVI secolo. Il dongione rappresenta il punto focale della fortificazione duecentesca del borgo in cui ci sono i ruderi del castello e della cinta muraria che dominava l'abitato. La torre si presenta in buono stato di conservazione, ed è circondata da antiche murature appartenenti alla cerchia muraria. È situata nel quartiere più antico del borgo, il colle di Sant'Onofrio.

### Monumenti
Fontana di GiugnoLa fontana, localmente chiamata "Clelia", si trova nella piazza centrale di San Giovanni, prospiciente l'omonima collegiata. Si tratta di uno dei duplicati in ghisa artistica dell'originario prototipo marmoreo chiamato "L'Été", opera di Mathurin Moreau esposta a Parigi nel 1855. Il francese Jean-Pierre-Victor André fece realizzare le ghise in forme neoclassiche dalle fonderie d'arte di Val d'Osne che furono importate in Italia dal napoletano Francesco De Luca nel 1889. L'elemento principale dell'efebo rappresenta l'estate, nello specifico il mese di giugno e il dono delle messi. Altri duplicati in ghisa si trovano ad Alife, Cosenza, Fornelli, Magliano de' Marsi, Matrice, San Pietro in Guarano e Terracina.

### Siti archeologici
Ruderi della cinta muraria, di alcune tombe e tracce delle porte dell'antica cittadella fortificata di Milonia sono presenti nelle località montane di Casei ("Casej") e Colle Cavallo e tra le frazioni di Cesoli e Rivoli tra i 908 e gli 862 m s.l.m. La riscoperta della precisa localizzazione di Milonia è stata possibile a cominciare dagli studi effettuati nel 1975 dall'inglese Andrew Slade Nei pressi della frazione di Carrito ci sono i ruderi dell'antico castello e di mura megalitiche di epoca preromana.

### Aree naturali
- I sentieri che conducono all'area del parco nazionale d'Abruzzo, Lazio e Molise attraverso San Sebastiano dei Marsi e Bisegna e quelli che ad est conducono alla riserva naturale guidata Gole del Sagittario[29].
- Colle del Rascito, incluso tra i siti di interesse comunitario dell'Abruzzo.
- Le sorgenti della valle di Carrito[30].
- Parco 83 a Cesoli[31].
- Valle del Giovenco.

## Società

### Evoluzione demografica
Abitanti censiti

### Tradizioni e folclore

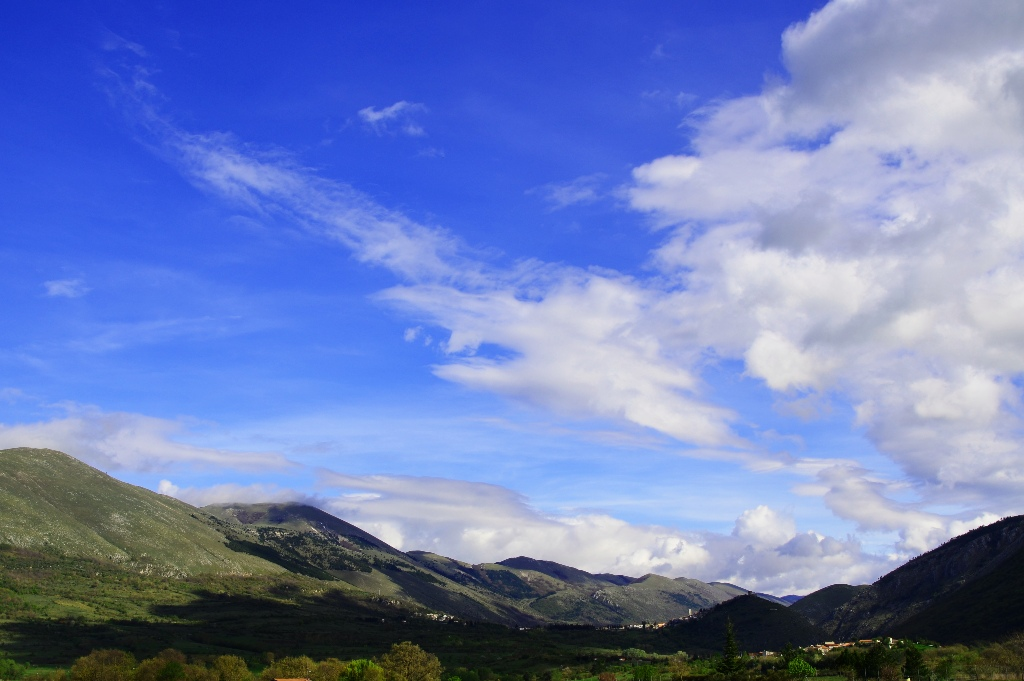
La valle del Giovenco con al centro Ortona dei Marsi

L'8 maggio di ogni anno si celebra la festa patronale in onore di San Generoso, patrono del comune di Ortona dei Marsi.

## Cultura

### Centro verde
Uno dei centri visita del parco nazionale d'Abruzzo, Lazio e Molise, il Centro verde, è ospitato nei locali dell'ex edificio scolastico, posto alle porte del paese. La struttura recuperata d'intesa con l'ente parco ospita, oltre al centro visita, il museo naturalistico dedicato alla flora e alla fauna locali. Il centro ospita dal 22 maggio 2024 la mostra entomologica permanente.

### Cucina
I prodotti tipici del territorio di Ortona dei Marsi sono i legumi, il miele e la mela della valle del Giovenco, riconosciuta tra i prodotti agroalimentari tradizionali abruzzesi, i cui utilizzi in cucina sono variegati e il miele.

## Geografia antropica

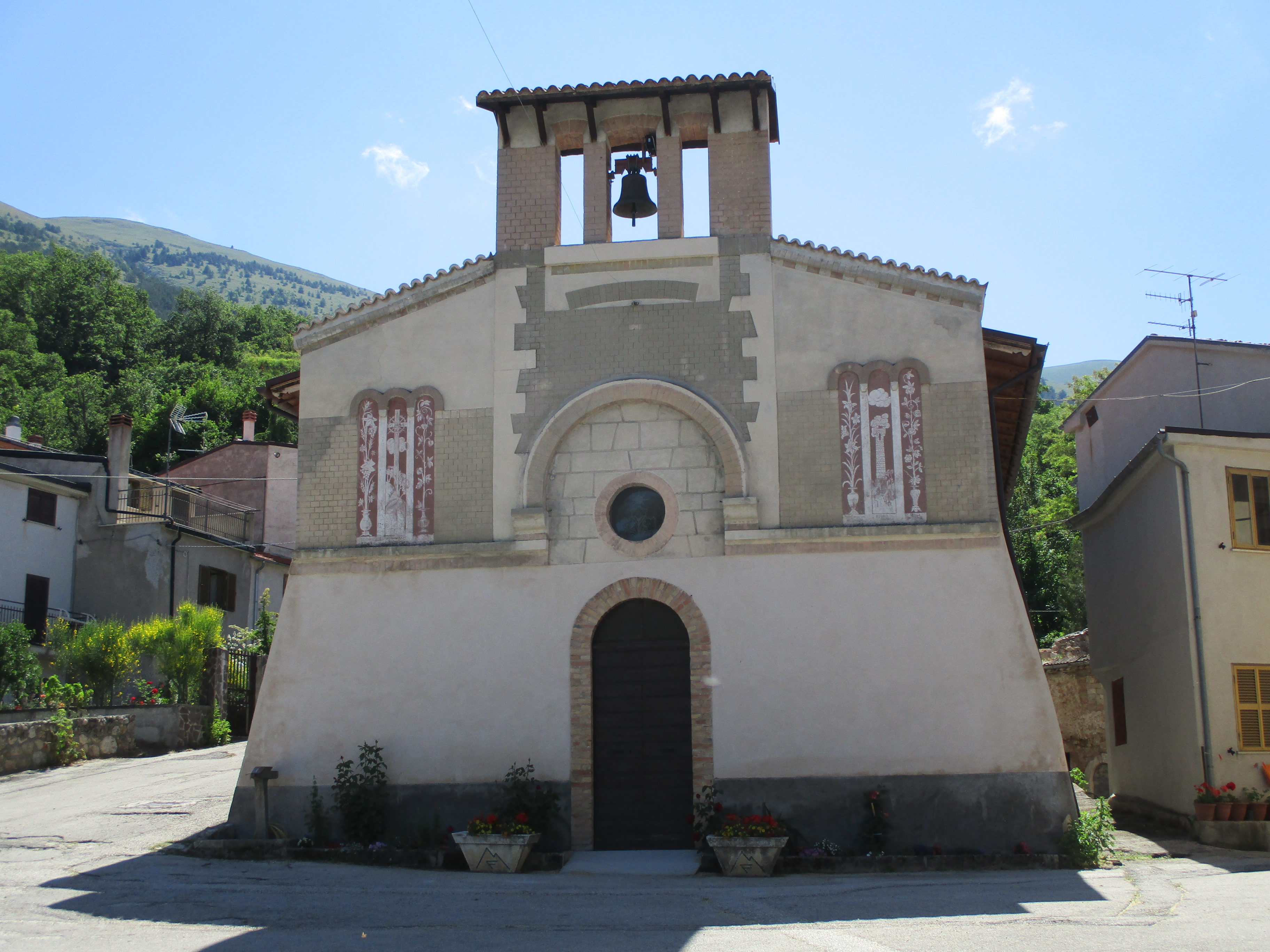
Santuario della Madonna Sulla Villa

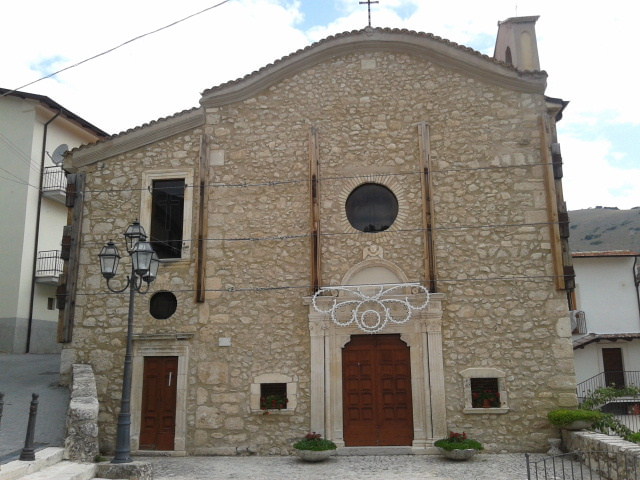
Chiesa della Madonna della Pietà a Carrito

### Frazioni
AschiDetto anche Aschi Alto, è situato a 1139 m s.l.m. Il borgo prima del terremoto della Marsica del 1915 contava circa mille abitanti, circa il 70% della popolazione perì sotto le macerie del sisma. Nel giro di poco tempo molti dei superstiti si trasferirono in località Casali d'Aschi, nel contemporaneo comune limitrofo di Gioia dei Marsi, dove possedevano terreni e fabbricati sparsi in diverse località come Le Grette, Le Grippe, San Veneziano e Valtrona. L'antico stemma di Aschi presenta tre stelle d'argento in un campo di colore azzurro.
CarritoIl toponimo deriva forse dal latino carretum, luogo di smistamento dei carri, o dal germanico karith, sporgenza. Viene menzionato da Papa Pasquale II agli inizi del XII secolo. A Carrito Alta affiorano resti di mura megalitiche pre-romane e ruderi del borgo fortificato di epoca medievale.
CastiglioneLa frazione situata a circa tre chilometri da Ortona dei Marsi sorge a 921 m s.l.m. Nel suo territorio sono presenti i ruderi di un antico centro fortificato. Non distante dal piccolo nucleo urbano, salendo una mulattiera che si diparte dalla strada provinciale "Marsico-Sannitica", si trova il pianoro di Campo Catino posto a quota 1600 m s.l.m. con vista panoramica sul territorio della valle del Giovenco.

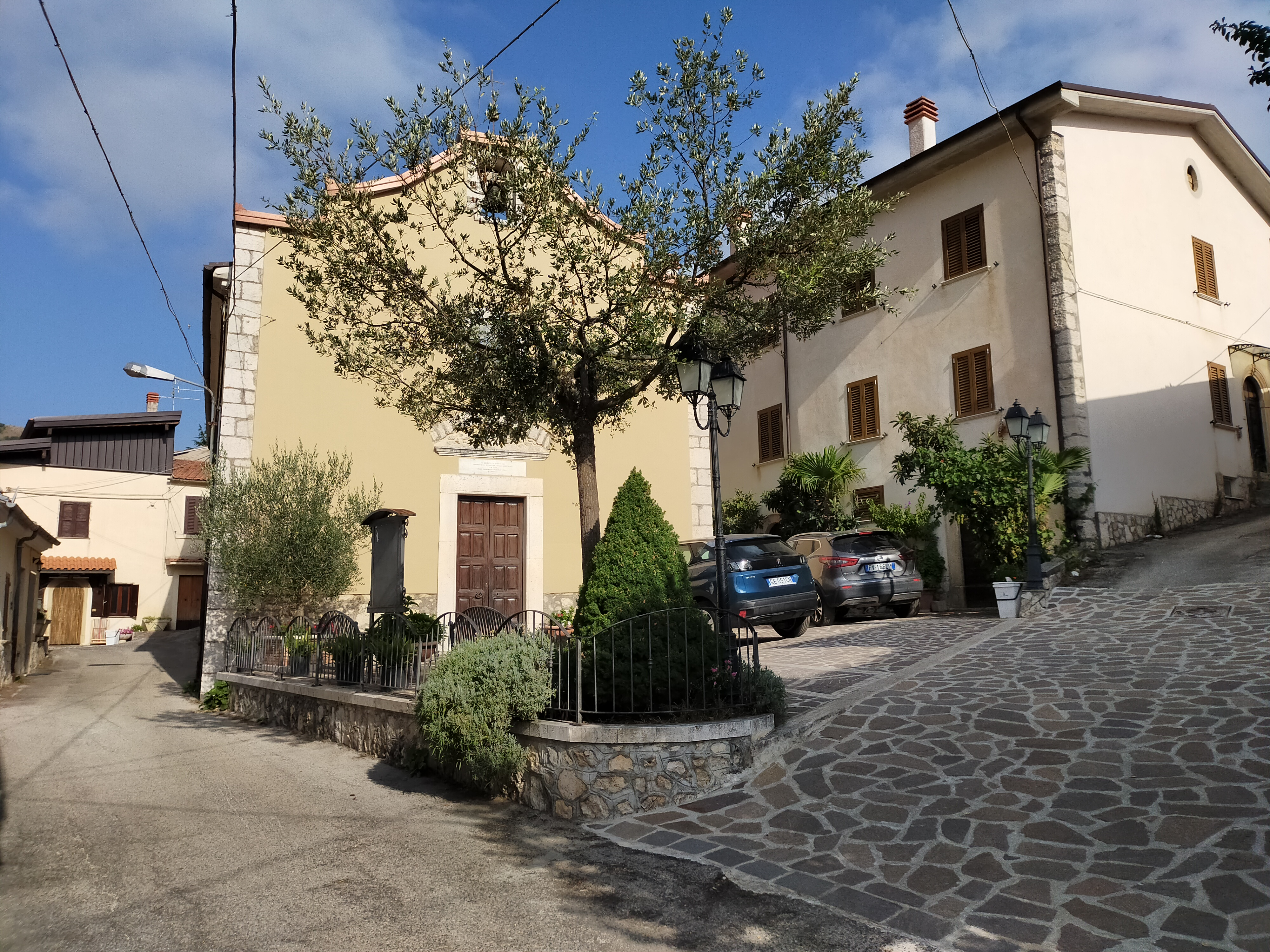
Chiesa del Sacro Cuore di Gesù a Cesoli

CesoliIl borgo è situato alle pendici del monte Faìto (1459 m s.l.m.). Il villaggio primordiale venne edificato dopo la distruzione nel 294 a.C. di Milonia; durante il Medioevo era noto con il toponimo di Cesule (Caesulis). È menzionato nella bolla pontificia di Papa Pasquale II del XII secolo. Nella seconda metà del Seicento il paese fece registrare uno sviluppo urbanistico e demografico. La chiesa del Sacro Cuore venne edificata nelle forme moderne nel 1905. Nel suo territorio si trovano la convalle di Vigne di Cesoli, affiancata dal corso del fiume Giovenco, e la località di Colle Cesoli. Dal fontanile novecentesco, collocato all'ingresso del paese, sgorga l'acqua della sorgente Sambuco.
Rivoli dei MarsiLa frazione dista circa tre chilometri dal capoluogo comunale. È posta a quota 857 m s.l.m. Nella disabitata località di Colle Cavallo, presso la contrada Casale, sono visibili le pietre megalitiche verosimilmente appartenenti alla città antica di Milonia.
Santa Maria MaddalenaDetto anche Casali Santa Maria Maddalena, il piccolo borgo è situato alle pendici del monte Mezzana (1792 m s.l.m.). La località in epoca antica fu caratterizzata dalla presenza dell'ocre italico di Vado Albone. Nella bolla pontificia di Papa Clemente III è citata la chiesa scomparsa di "Sancti Felicis in Vado Albonis". Nel periodo del brigantaggio postunitario, il generale catalano José Borjes avrebbe soggiornato in questa località prima di essere catturato nel 1861 nei pressi di Sante Marie e fucilato a Tagliacozzo. Il valico della Dragonara, non distante dai resti della sorgente di Fonte Santa, segna il confine tra il territorio marsicano e quello peligno. In cima al monte che sovrasta la borgata svetta, accanto alla croce installata nel 1931, la statua della Madonna del Sassolino inaugurata nel 2004.
Sulla VillaL'abitato, detto anche Villa Santa Maria, era anticamente chiamato Fumegna. In questo luogo nel 1690 venne costruita una chiesa dedicata alla Vergine Maria che in seguito divenne il santuario della Madonna Assunta. Questo, essendo posto al confine con il territorio di Villalago, venne chiamato santuario della Madonna della Villa e in seguito Madonna sulla Villa, da cui il nome contemporaneo del borgo. Il piccolo borgo disabitato di Fonte Giusta, situato tra Sulla Villa e Carrito, è stato abbandonato durante gli anni sessanta.

#### Altre località del territorio
CasalottoCaseggiato situato lungo la strada provinciale 17 tra Ortona e San Sebastiano di Bisegna.

## Economia

### Turismo

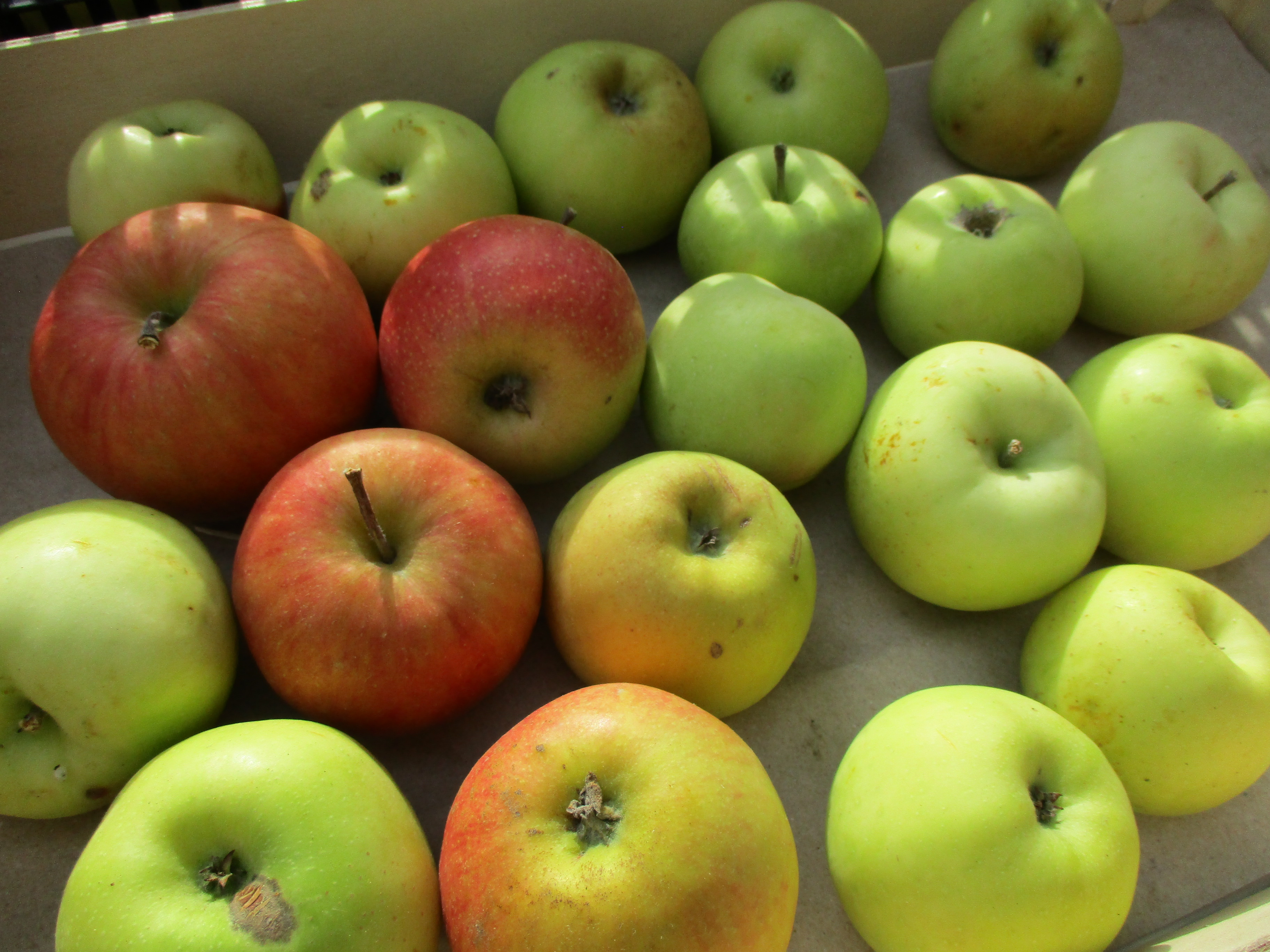
Mela della valle del Giovenco

La principale risorsa del paese è il turismo che punta sulla vicinanza di centri rinomati del parco nazionale d'Abruzzo, Lazio e Molise come Pescasseroli e Opi.

## Infrastrutture e trasporti

### Strade
La strada provinciale 17 collega il paese a Pescina in direzione nord e a Pescasseroli in direzione sud.

### Ferrovie
Il comune è servito dalla stazione ferroviaria situata nel territorio della frazione di Carrito e ubicata lungo la ferrovia Roma-Avezzano-Sulmona-Pescara.

## Amministrazione
Sul sito del Ministero dell'interno sono disponibili i dati di tutte le elezioni amministrative di Ortona dei Marsi dal 1985 ad oggi.
| Periodo        | Periodo        | Primo cittadino     | Partito                                             | Carica  | Note |
| -------------- | -------------- | ------------------- | --------------------------------------------------- | ------- | ---- |
| 1982           | 5 giugno 1993  | Alberto Taglieri    | Centro                                              | Sindaco |      |
| 6 giugno 1993  | 26 aprile 1997 | Alessandra Cerone   | PSI, poi Centro-sinistra                            | Sindaco |      |
| 27 aprile 1997 | 12 maggio 2001 | Manfredo Eramo      | Lista civica                                        | Sindaco |      |
| 13 maggio 2001 | 28 maggio 2006 | Manfredo Eramo      | Coalizione di centro-sinistra                       | Sindaco |      |
| 29 maggio 2006 | 15 maggio 2011 | Cristiano Bertolini | Lista civica                                        | Sindaco |      |
| 16 maggio 2011 | 4 giugno 2016  | Manfredo Eramo      | Lista civica Esperienza impegno rinnovamento        | Sindaco |      |
| 5 giugno 2016  | 3 ottobre 2021 | Manfredo Eramo      | Lista civica Con i giovani per rivitalizzare Ortona | Sindaco |      |
| 4 ottobre 2021 | in carica      | Giuseppe Buccella   | Lista civica Il Giovenco                            | Sindaco |      |

### Gemellaggi
- Sauvigny-les-Bois, dal 2005[46].

## Sport

### Calcio
La società sportiva Ortona 2000 è stata la squadra di calcio del paese che ha militato nei tornei dilettantistici abruzzesi.

### Impianti sportivi
Ortona dei Marsi è dotata di un centro sportivo polivalente situato alle porte del paese.